# Vaux-Andigny
Vaux-Andigny és un municipi francès situat al departament de l'Aisne i a la regió dels Alts de França. L'any 2007 tenia 952 habitants.

## Demografia

### Població
El 2007 la població de fet de Vaux-Andigny era de 952 persones. Hi havia 336 famílies de les quals 75 eren unipersonals (20 homes vivint sols i 55 dones vivint soles), 87 parelles sense fills, 146 parelles amb fills i 28 famílies monoparentals amb fills.
La població ha evolucionat segons el següent gràfic:
Habitants censats

### Habitatges
El 2007 hi havia 365 habitatges, 334 eren l'habitatge principal de la família, 12 eren segones residències i 19 estaven desocupats. 363 eren cases i 2 eren apartaments. Dels 334 habitatges principals, 231 estaven ocupats pels seus propietaris, 95 estaven llogats i ocupats pels llogaters i 8 estaven cedits a títol gratuït; 21 tenien dues cambres, 58 en tenien tres, 94 en tenien quatre i 161 en tenien cinc o més. 239 habitatges disposaven pel capbaix d'una plaça de pàrquing. A 147 habitatges hi havia un automòbil i a 129 n'hi havia dos o més.

### Piràmide de població
La piràmide de població per edats i sexe el 2009 era:
| Homes | Edats   | Dones |
| ----- | ------- | ----- |
| 0     | 95 o +  | 0     |
| 0     | 90 a 94 | 8     |
| 4     | 85 a 89 | 16    |
| 4     | 80 a 84 | 0     |
| 12    | 75 a 79 | 20    |
| 12    | 70 a 74 | 20    |
| 24    | 65 a 69 | 44    |
| 12    | 60 a 64 | 8     |
| 8     | 55 a 59 | 12    |
| 8     | 50 a 54 | 16    |
| 52    | 45 a 49 | 28    |
| 48    | 40 a 44 | 40    |
| 52    | 35 a 39 | 48    |
| 36    | 30 a 34 | 24    |
| 20    | 25 a 29 | 16    |
| 44    | 20 a 24 | 20    |
| 44    | 15 a 19 | 44    |
| 24    | 10 a 14 | 56    |
| 44    | 5 a 9   | 28    |
| 20    | 0 a 4   | 28    |

## Economia
El 2007 la població en edat de treballar era de 556 persones, 395 eren actives i 161 eren inactives. De les 395 persones actives 324 estaven ocupades (194 homes i 130 dones) i 71 estaven aturades (34 homes i 37 dones). De les 161 persones inactives 32 estaven jubilades, 54 estaven estudiant i 75 estaven classificades com a «altres inactius».

### Ingressos
El 2009 a Vaux-Andigny hi havia 326 unitats fiscals que integraven 860 persones, la mediana anual d'ingressos fiscals per persona era de 14.276,5 €.

### Activitats econòmiques
Dels 19 establiments que hi havia el 2007, 1 era d'una empresa extractiva, 1 d'una empresa alimentària, 1 d'una empresa de fabricació d'altres productes industrials, 2 d'empreses de construcció, 4 d'empreses de comerç i reparació d'automòbils, 2 d'empreses de transport, 1 d'una empresa d'hostatgeria i restauració, 2 d'empreses de serveis, 2 d'entitats de l'administració pública i 3 d'empreses classificades com a «altres activitats de serveis».
Dels 4 establiments de servei als particulars que hi havia el 2009, 1 era una oficina de correu, 1 fusteria, 1 electricista i 1 perruqueria.
Dels 2 establiments comercials que hi havia el 2009, 1 era una botiga de més de 120 m² i 1 una botiga de menys de 120 m².
L'any 2000 a Vaux-Andigny hi havia 18 explotacions agrícoles que ocupaven un total de 1.632 hectàrees.

## Equipaments sanitaris i escolars
El 2009 hi havia una escola elemental.

## Poblacions més properes
El següent diagrama mostra les poblacions més properes.